# The Long Weekend (O'Despair)
The Long Weekend (O'Despair) è un film del 1989, diretto da Gregg Araki.

## Riconoscimenti
- 1989 - Associazione nazionale critici di Los Angeles
  - Miglior film indipendente